# Гарда (Верона)
Гарда (итал. Garda) је насеље у Италији у округу Верона, региону Венето.
Према процени из 2011. у насељу је живело 3611 становника. Насеље се налази на надморској висини од 92 м.

## Становништво
| 1951. | 1961. | 1971. | 1981. | 1991. | 2001. | 2011. |
| ----- | ----- | ----- | ----- | ----- | ----- | ----- |
| 2.538 | 2.544 | 3.270 | 3.487 | 3.442 | 3.594 | 3.978 |